# Бероя Эпирская
Бероя (др.-греч. Βέροια; IV век до н. э.) — супруга царя тавлантиев Главкия.

## Биография
Бероя происходила из эпирского царского рода. Она стала женой царя тавлантиев Главкия.
В 316 году до н. э. царь Эпира Эакид потерпел поражение в борьбе со своими врагами и был вынужден бежать из страны. Его друзья прибыли в Иллирию с маленьким Пирром — сыном Эакида и обратились за помощью к царю тавлантиев. После трогательной сцены, описанной древними авторами, Главкий согласился взять маленького эпирота под свою защиту и передал его своей жене, чтобы Бероя воспитала Пирра вместе с их собственными детьми. По замечанию Светлова Р. В., за таким красивым жестом лежал политический расчёт, так как муж Берои в условиях быстроменяющейся обстановки на Балканах рассчитывал теперь оказывать влияние на эпирскую политику. В жены Пирру была предназначена одна из дочерей Берои и Главкия.